# Zincocromito
Zincocromito é um composto inorgânico de fórmula química ZnCr2O4.  É o análogo do zinco do cromo, daí o nome. Foi descrito pela primeira vez em 1987 como uma ocorrência em um depósito de urânio perto do lago Onega, Russia.